# 麻生久美子
麻生久美子（日语：麻生 久美子，1978年6月17日—），日本女演員，千葉縣山武町（現山武郡）出身。曾獲每日電影獎等多個日本電影獎的最佳女主角獎。

## 經歷
1995年，因第6回「全國女子高中生制服收藏」獲獎而成為進入藝能界的契機。同年，以電影《BAD GUY BEACH》正式出道。
1998年，《肝臟先生》上映，由默默無名的演員一舉成為日本電影金像獎最佳女配角獎、新人獎雙料得主而廣為人知，並獲得數個電影獎，確立演員發展路線。2001年，前往英國留學。
2006年，擔任電視劇《時效警察》女主角，和小田切讓的脫力系（無厘頭）搭檔演繹，成為過往以電影為發展重心的麻生之電視劇代表作之一；翌年主演的電影《夕嵐之街櫻之國》上映，亦獲日本國內外各影展最佳女主角獎。
2015年播出的電視劇《怪奇戀愛作戰》為個人生涯初主演的電視劇。

## 個人生活
2007年12月28日，和日本知名造型師伊賀大介結婚。2011年11月28日，透過經紀公司發表已懷孕5個月的喜訊。2012年5月7日，女兒誕生。
2016年11月15日，兒子誕生。

## 戲劇作品

### 電影
- BAD GUY BEACH（日语：BAD GUY BEACH）（1995年10月27日，Argo Pictures） - 樋口ユカ
- 7月7日晴（1996年5月11日，東寶） - 羽山
- 猫の息子（1997年4月19日，ケイエスエス） - 榊原裕美
- 肝臟先生（日语：カンゾー先生）（1998年10月17日，東映） - 万波ソノ子
- ニンゲン合格（1999年1月23日，松竹） - 吉井千鶴
- Danger de mort ダンジェ（1999年5月8日，GAGA CORPORATION） - ファミレス・ウエイトレス
- セカンドチャンス エピソード1（1999年11月27日，cinequanon、東映） - 後藤美登利
- 七夜怪談0~Birthday~（日语：リング0 バースデイ）（2000年1月22日，東寶） - 立原悦子
- 向日葵（2000年7月29日，ケイエスエス） - 主演・真鍋朋美
- 風花（日语：風花 (2001年の映画)）（2001年1月27日，cinequanon） - 美樹
- 惹鬼回路（2001年2月10日，東寶） - 工藤ミチ
- Stereo Future（2001年6月2日，東北新社） - 安藤美香
- RUSH！（日语：RUSH!）（2001年6月23日，スローラーナー） - 靖子 / 美香（一人分飾兩角）
- 0CM4（2001年7月14日，SHINICHIRO ARAKAWA JAPAN、スローラーナー） - 妹
- RED SHADOW 赤影（日语：RED SHADOW 赤影）（2001年8月11日，東映） - 飛鳥
- 奢侈的骨（日语：贅沢な骨）（2001年8月25日，スローラーナー） - 主演・ミヤコ
- 命（日语：命 (映画)）（2002年9月14日，東映） - 柳美里的妹妹
- LAST SCENE（日语：ラストシーン (映画)）（2002年11月9日，オムロ、オズ） - ミオ
- SF Short Films（2003年3月8日，ギャガ・コミュニケーションズ） - 立川空子
- 11'0901/セプテンバー11（2003年4月5日，東北新社） - 古橋佐恵
- 魔界轉生（2003年4月26日，東映） - クララお品
- 青春搖滾火花 Iden & Tity（日语：アイデン&ティティ）（2003年12月20日，東北新社） - 中島的女友
- 伝説のワニ ジェイク（2004年2月7日，スローラーナー） - モニカ・フェッリ
- 斑馬人（日语：ゼブラーマン）（2004年2月14日，東映） - 新聞主播
- eiko エイコ（2004年2月28日，Tokyo Theatres、日本シムコ） - 主演・秋森エイコ
- Jam Films2（日语：Jam Films#Jam Films 2） 「CLEAN ROOM」（2004年3月27日，東芝エンタテインメント） - 星野
- CASSHERN（日语：CASSHERN）（2004年4月24日，松竹） - 上月ルナ
- 丹下左膳 百万両の壺（2004年7月17日，エデン） - 萩乃
- 青之車（日语：青い車 (映画)）（2004年11月20日，NBC環球娛樂、スローラーナー） - 佐伯アケミ
- ハサミ男（2005年3月19日，メディアボックス） - 安永知夏
- 深夜裡的彌次先生和喜多先生（日语：真夜中の弥次さん喜多さん）（2005年4月2日，Asmik Ace） - バーテンの妻
- 有頂天酒店（2006年1月14日，東寶） - 小原なおみ
- 淚光閃閃（2006年9月30日，東寶） - 稲嶺恵子
- 多羅羅（2007年1月27日，東寶） - お自夜
- 夕嵐之街櫻之國（日语：夕凪の街 桜の国#映画）（2007年7月28日，アートポート） - 主演・平野皆実
- 怪談（日语：怪談 (2007年の映画)）（2007年8月4日，ザナドゥー、松竹） - お累
- 轉轉（2007年11月10日，スタイルジャム） - 以《時效警察》登場人物「三日月靜」身分友情客串
- 哈菲兹（2008年1月19日，ビターズ・エンド） - 主演・ナバート
- 我和條子的700天戰爭（2008年4月5日，ギャガ・コミュニケーションズ） - 加奈子
- 咖啡館的故事（日语：純喫茶磯辺）（2008年7月5日，MOVIE-EYE ENTERTAINMENT） - 菅原素子
- 草食男的幸福（日语：たみおのしあわせ）（2008年7月19日，スタイルジャム） - 三枝瞳
- CR 七人の侍（2008年制作、フィールズ） - 志乃（未上映）
- 阿基里斯與烏龜（2008年9月20日，東京テアトル、北野武Office） - 倉持幸子（青年期）
- 小孩的小孩（日语：コドモのコドモ#映画）（2008年9月27日，ビターズ・エンド） - 八木希代子
- 罪或罰（日语：罪とか罰とか）（2009年2月28日，Tokyo Theatres ）- 副駕駛座的女人
- 美人（2009年3月14日，Jolly Roger） - 東浦歌子
- 隔壁．聲．音（日语：おと・な・り）（2009年5月16日，J Storm） - 登川七緒
- 速成沼澤（日语：インスタント沼）（2009年5月23日，アンプラグド、角川映畫） - 主演・沈丁花ハナメ
- 戀愛植男（日语：ウルトラミラクルラブストーリー）（2009年6月6日，Little More） - 神泉町子
- 海邊旅館（日语：シーサイドモーテル）（2010年6月5日，Asmik Ace） - キャンディ
- Rock 汪汪小狗之島（日语：ロック 〜わんこの島〜）（2011年7月23日，東寶） - 野山貴子
- 太陽的遺產（日语：日輪の遺産）（2011年8月27日，角川電影） - 金原涼子
- 草食男之桃花期（2011年9月23日，東寶） - 枡元るみ子
- 幸運の壺 Good Fotune（2012年2月25日，Yoshimoto Creative Agency） - 袴田麻美
- 宇宙兄弟（2012年5月5日，東寶） - 伊東せりか
- 敗犬復活大作戰（日语：ガール）（2012年5月26日，東寶） - 武田聖子
- 大家早上好！（日语：グッモーエビアン!#映画）（2012年12月15日，Showgate） - 主演・広瀬アキ
- 宅男的戀愛字典（2013年4月13日，松竹、Asmik Ace） - 海報上的女演員
- 轅馬小姐和大嘴巴（日语：ばしゃ馬さんとビッグマウス）（2013年11月2日，東映） - 主演・馬淵みち代
- 西野幸彥的戀愛與冒險（日语：ニシノユキヒコの恋と冒険）（2014年2月8日，東寶映像事業） - 夏美 [7]
- 姐姐弟弟站起來（日语：小野寺の弟・小野寺の姉）（2014年10月25日，Showgate） - 祖父江好美
- 蚱蜢（2015年11月7日、KADOKAWA、松竹） - すみれ
- 愛與和平大作戰（日语：ラブ&ピース）（2015年6月27日，Asmik Ace） - 寺島裕子[8]
- 演員 龜岡拓次（日语：俳優・亀岡拓次）（2016年1月30日，日活） - 室田安曇
- 青春駕訓班（日语：森山中教習所）（2016年7月9日，Phantom Film） - 上原サキ
- 椿花散落（日语：散り椿）（2018年9月28日公開，東寶） - 篠
- 大聲點笨蛋！完全不知道你在唱什麼（日语：音量を上げろタコ!なに歌ってんのか全然わかんねぇんだよ!!）（2018年10月12日，Asmik Ace） - 女醫
- 飛翔吧！埼玉（2019年2月22日，東映）- 菅原真紀
- 草莓之歌（日语：いちごの唄）（2019年7月5日，Phantom Film） - 客串
- 緊急事態宣言 瓶中信篇（2020年8月28日，Amazon Prime Video）
- 假面之夜（2021年9月17日，東宝） - 仲根緑
- 鳶（2022年4月8日，KADOKAWA、AEON ENTERTAINMENT） - 美佐子
- 是，我不會游泳（日语：はい、泳げません）（2022年6月10日，Tokyo Theatres、Little More）- 美彌子
- 感動的未來（日语：有り、触れた、未来）（2023年3月10日，Atemo） - 瞳
- 高野豆腐店的春（日语：高野豆腐店の春）（2023年8月18日，東京Theatres） - 春
- Last Mile（日语：ラストマイル）（2024年8月23日，東寶） - 桔梗ゆづる
- 通往海邊的路（日语：海辺へ行く道）（2025年夏，東京Theatres）
- 奧莉佛是狗，(天哪!!)這傢伙 MOVIE（日语：オリバーな犬、 (Gosh!!) このヤロウ）（2025年秋，Avex Film Labels） - 漆原冴子

### 短篇電影
- Utamonogatari-CINEMA FIGHTERS project -「Funky」（2018年6月22日，LDH PICTURES）- 美和

### 電視劇
- 與你相遇（日语：君と出逢ってから）（1996年4月12日 - 7月5日，TBS電視台） - 細川由美
- ご就職（1998年5月16日 - 6月20日，NHK衛星第2頻道）
- 櫂（1999年5月6日 - 20日，NHK BS2）
- オアシス（2000年1月10日，NHK）
- 喪服的約會（日语：喪服のランデヴー#テレビドラマ）（2000年8月15日 - 9月12日，NHK） - 飯田聖美
- 伝説のワニ ジェイク 第16話（2001年10月21日，東京電視台）聲音演出
- 新選組！ 第1話 - 第44話（2004年1月11日 - 11月7日，NHK） - 楢崎龍
- 時效警察（2006年1月13日 - 3月10日，朝日電視台） - 三日月しずか
- 時效警察歸來（2007年4月13日 - 6月8日，朝日電視台） - 三日月しずか
- 藤子・Ｆ・不二雄之並行空間（日语：かわい子くん#ドラマ）（2008年11月21日，WOWOW） - 冷水理子
- 國稅局查察官（日语：チェイス〜国税査察官〜）（2010年4月17日 - 5月22日，NHK） - 川島歌織
- 不要哭，小原（2013年1月19日 - 3月23日，日本電視台） - 越前さん
- 即使弱也會得勝（2014年4月12日 - 6月21日，日本テレビ） - 利根璃子 [9]
- 怪奇戀愛作戰（2015年1月9日 - 3月28日，東京電視台） - 主演・消崎夏美
- 拿破崙之村（2015年7月 - 9月，TBS電視台） - 岬由香里
- 奇跡的人（日语：奇跡の人 (2016年のテレビドラマ)）（2016年4月 - 6月，NHK BS Premium） - 鶴里花
- 下北澤die hard 第3話（2017年8月5日，東京電視台） - 杉田由紀子
- 為你而聲（日语：この声をきみに）（2017年9月8日 - 11月17日，NHK） - 江崎京子
- 癌消滅之陷阱（2018年4月2日，TBS電視台） - 夏目紗季
- Dele 刪除人生（2018年7月27日 - 9月14日，朝日電視台） - 坂上舞
- 時效警察復活特別篇（2019年9月29日，朝日電視台） - 三日月しずか
- 時效警察開始了（2019年10月11日 - 12月6日，朝日電視台） - 三日月しずか
- 韦駄天～东京奥运故事～ 第2部（2019年6月30日 - 12月15日，NHK） - 酒井菊枝
- MIU404（2020年6月26日 - 9月4日，TBS電視台） - 桔梗ゆづる
- 松尾鈴木與30分鐘的女演員（日语：松尾スズキと30分の女優）（2021年3月28日，WOWOW）
- 要是當時吻了他（2021年4月30日 - 6月18日，朝日電視台） - 唯月巴
- 奧莉佛是狗，(天哪!!)這傢伙（日语：オリバーな犬、 (Gosh!!) このヤロウ）（2021年9月17日 - 10月1日，NHK） - 漆原冴子
- 奧莉佛是狗，(天哪!!)這傢伙（日语：オリバーな犬、 (Gosh!!) このヤロウ） 第二季（2022年9月20日 - 10月4日，NHK） - 漆原冴子
- 生理期大叔和他女兒（日语：生理のおじさんとその娘）（2023年3月24日，NHK） - 旁白
- unknown（2023年4月18日 - 6月13日，朝日電視台） - 闇原伊織
- Yuming Stories（日语：ユーミンストーリーズ） 第2話「冬天的結束」（2024年3月11日 - 14日，NHK） - 主演・藤田朋己
- 御飯團（2024年10月 - ，NHK）- 米田愛子
- 魔物（2025年4月18日 - 6月13日，朝日電視台） -  主演・華陣彩萌

### 動畫
- 五彩繽紛（2010年8月21日，東寶） - 「真」的母親
- 狼的孩子雨和雪（2012年7月21日，東寶） - 堀田的妻子
- 百日紅（2015年5月9日，Tokyo Theatres） - 小夜衣
- 怪物的孩子（2015年7月11日，東寶） - 九太的母親
- 未來的未來（2018年7月20日，東寶） - 小君與未來的母親
- 生日幻境（2019年4月26日，SIGNAL.MD） - 上杉綠
- 鏡之孤城（2022年12月23日，松竹） - 小心的母親[10]
- Animation x Paralympic：誰是你的英雄？（2024年2月27日，NHK） - 岡崎愛子[11]

### 配音
- 酷瓜人生（2018年2月10日，Bitters End、Miracle Voice） - 卡蜜（日語配音）

### 舞臺劇
- マレーヒルの幻影（2009年12月 - 2010年1月） - 三枝子
- 断色〜danjiki〜（2013年6月 - 2013年7月） - 小杉朝子
- 連結的庭院(結びの庭)（2015年3月5日 - 4月12日） - 来宮瞳子
- 相同的夢(同じ夢)（2016年2月5日 - 21日） - 高橋美奈代
- 市ヶ尾の坂-伝説の虹の三兄弟（2018年5月17日- 6月17日） - 朝倉
- 粉碎機女傭(クラッシャー女中)（2019年3月22日 - 4月14日） - 主演・ゆみ子（與中村倫也雙主演）
- 美麗〜與神明相約的女人〜（日语：キレイ〜神様と待ち合わせした女〜）（2019年12月4日-2020年2月2日） - ミソギ
- 日本總合悲劇協會VOL.7『Drive-in California』（2022年5月27日 - 6月26日/ 6月29日 - 7月10日） - マリエ [12]

## 音樂作品
- 註：以電視劇《時效警察》劇中人物「三日月靜」的名義發表。

1. 〈しゃくなげの花〉（作詞/作曲：犬山イヌコ、編曲/演奏：三浦俊一）
2. 〈月見そばのうた〉（作詞/作曲：犬山イヌコ、編曲/演奏：三浦俊一）
3. 〈たべもの〉（作詞：犬山イヌコ、作曲：犬山イヌコ與KERA、編曲/演奏：三浦俊一）

- 致敬曲
  - 〈夢で逢えたら〉（作詞/作曲：峯田和伸）（2016年）

## 音樂錄影帶
- Sweet Robots Against The Machine - 〈FREE〉
- 100s - 〈モノアイ/空い赤〉
- ELEPHANT KASHIMASHI - 〈彼女は買い物の帰り道〉
- DEEN - 〈Birthday eve 〜誰よりも早い愛の歌〜〉
- 魚韻 - 〈バッハの旋律を夜に聴いたせいです。〉
- 銀杏BOYZ - 〈骨〉

## 書籍
- 《いろいろないろ》（幻冬舎，2004年）
- 《忘れられない花のいろ 麻生久美子のペルシャ紀行》（P-VINE, INC.，2007年）

## 獎項
1998年度
- 第1回International communication Festival "Best Communication Person"（《肝臟先生（日语：カンゾー先生）》）
- 第23回報知電影獎 助演女優賞（《肝臟先生》）
- 第20回橫濱電影節 最優秀新人賞（《肝臟先生》）
- 第24回大阪電影節 新人賞（《肝臟先生》）
- 第22回日本電影金像獎 新人賞（《肝臟先生》）
- 第22回日本電影金像獎 最優秀助演女優賞（《肝臟先生》）
- 第53回日本放送電影藝術大賞 電影部門 最優秀助演女優賞（《肝臟先生》）
- 第8回日本電影影評人大獎 新人賞（《肝臟先生》）

2001年度
- 第16回高崎電影節（日语：高崎映画祭） 最優秀主演女優賞（《奢侈的骨（日语：贅沢な骨）》）
- 第11回日本電影專業大獎（日语：日本映画プロフェッショナル大賞） 主演女優賞（《回路》、《奢侈的骨（日语：贅沢な骨）》、《0CM4》等）

2007年度
- 第32回報知電影獎 主演女優賞（《夕嵐之街櫻之國（日语：夕凪の街 桜の国#映画）》）
- 第62回每日電影獎 女優主演賞（《夕嵐之街櫻之國》）
- 第50回藍絲帶獎 主演女優賞（《夕嵐之街櫻之國》）
- 第62回日本放送電影藝術大獎 電影部門 最優秀主演女優賞（《夕嵐之街櫻之國》）

2009年度
- 第1回日本劇院工作人員電影節（日语：日本シアタースタッフ映画祭） 主演女優賞（《速成沼澤（日语：インスタント沼）》）

2011年度
- 第35回日本電影金像獎 優秀助演女優賞（《草食男之桃花期》）[13]

2013年度
- 第23回日本電影影評人大獎 主演女優賞（《轅馬小姐和大嘴巴（日语：ばしゃ馬さんとビッグマウス）》）

2020年度
- 第105回日劇學院賞 助演女優賞（MIU404）

## 外部連結
- 麻生久美子在互联网电影资料库（IMDb）上的資料（英文）
- 麻生久美子官方專頁 （页面存档备份，存于）